# فتق شبيغيلي
فتق شبيغيلي هو نوع من الفتوق البطنية تندفع فيه اللفافة السفاقية من خلال ثقب في تقاطع الخط الهلالي والخط المقوس ما يؤدي إلى انتفاخ. يظهر في الربع السفلي من البطن بين منطقة من الأنسجة الليفية الكثيفة وعضلات جدار البطن مسببةً ما يسمى (سفاق شبيغيلي).
يكون عبارة عن بروز في الثرب أو النسيج الدهني أو الأحشاء ضمن الفراغ بين عضلات المعدة، والذي يدفع في النهاية الأحشاء أو الأنسجة الدهنية السطحية من خلال ثقب مسببًا خللًا. نتيجةً لذلك، يسبب حركة عضو أو حلقة من الأمعاء في الفراغ الذي لا يُفترض أن يكون فيه. في هذا الفراغ (السفاق) في الناحية البطنية، يكون الفتق شائعًا.
فتق شبيغيلي نادر الحدوث مقارنةً بأنواع الفتوق الأخرى لأنه لا يتشكل تحت طبقات الدهون في البطن وإنما بين أنسجة اللفافة التي تتصل بالعضلات. عادةً ما يكون فتق شبيغيلي أصغر من أنواع الفتوق الأخرى، يتراوح قطره بين 1-2 سم، ويكون خطر انضغاط الأنسجة معه مرتفعًا.

## العلامات والأعراض
يعاني المصابون عادةً إما من ألم متقطع (يأتي ويذهب) أو كتلة، وهي علامات كلاسيكية لانسداد معوي. قد يكون لدى المريض بروز أثناء الوقوف في وضع مستقيم وقد يوجه الانزعاج نحو الشك بقرحة هضمية بسبب مكانه التشريحي. قد يكون الانتفاخ مؤلمًا عندما يتمدد المريض ولكنه يختفي بعد ذلك عندما يكون مستلقيًا في وضع الراحة. قد لا تبدو الأعراض واضحة لدى عدد من المرضى، لكن يُلاحظ مضض في مكان لفافة شبيغيلي.

## التشخيص
يؤمن التصوير بالموجات فوق الصوتية أو التصوير المقطعي المحوسب صورًا أفضل لتشخيص الفتق مقارنةً بالتصوير بالأشعة السينية. يعد تشخيص فتق شبيغيلي صعبًا بوجود التاريخ والفحص البدني فقط. يُنصح الأشخاص المرشحون للخصوع لجراحة فتق شبيغيلي الاختيارية بعد تلقي استشارة تشخيصية أولية من قبل أخصائي طبي مرخص، بمقابلة طبيب لتحديد موعد الجراحة.

## العلاج
يمكن إصلاح فتق شبيغيلي إما عن طريق جراحة مفتوحة أو جراحة بالمنظار بسبب ارتفاع مخاطر الانضغاط؛ تكون الجراحة مباشرة، وقد تتطلب المضاعفات الكبرى شبكة جراحية داعمة. على النقيض من عملية وضع شبكة داخل السفاق بالمنظار، هناك خطر كبير مرتبط بالمضاعفات ومعدلات تكرار الإصابة خلال الفترة التي تلي العملية الجراحية. تصبح جراحة فتق شبيغيلي ضرورية بمجرد تأكيد خطر الانحباس. حاليًا، يمكن إصلاح فتق شبيغيلي عن طريق إجراء تنظير البطن الروبوتي ويمكن لمعظم المرضى العودة إلى منازلهم في نفس اليوم. يجمع هذا النهج الجديد البسيط لفتق شبيغيلي الصغير بين فوائد المنظار في تحديد وتخفيف وإغلاق الفتق دون الإمراضية والتكلفة المرتبطة بالمواد الأجنبية. يعد إجراء الخيط الجراحي بالمنظار دون شبكة نهجًا بسيطًا لعلاج فتق شبيغيلي الصغير بالإضافة إلى فوائد الإغلاق دون المعاناة والتكلفة المرتبطة بالمواد الغريبة.

## التسمية
كان أدريان فان دين شبيغل، المولود في بروكسل، عالم تشريح في جامعة بادوفا خلال القرن السابع عشر. في عام 1619، أصبح أستاذا في الجراحة. كان شبيغل أول من وصف هذا الفتق النادر عام 1627. تم الاعتراف بتاريخ فتق شبيغي في عام 1645، بعد عشرين عامًا من وفاة شبيغل. في عام 1764، أي بعد قرن تقريبًا، عُرف عالم التشريح الفلمنكي جوزيف كلينكوش لتعريفه ووصفه لفتقًا يقع في لفافة شبيغيلي، وصاغ مصطلح فتق شبيغيلي.

## متلازمة رافينثيران
وصف الطبيب رافينثيران متلازمة جديدة يحدث فيها فتق شبيغيلي والخصية الهاجرة (الخصية المعلقة) معًا. من المضاعفات الشائعة لهذه المتلازمة المتميزة التواء الخصية، وارتباطه بسرطان الخصية.